# Plaza Mayor de Chinchón
La plaza mayor de Chinchón es una plaza porticada en la localidad madrileña de Chinchón.

## Descripción

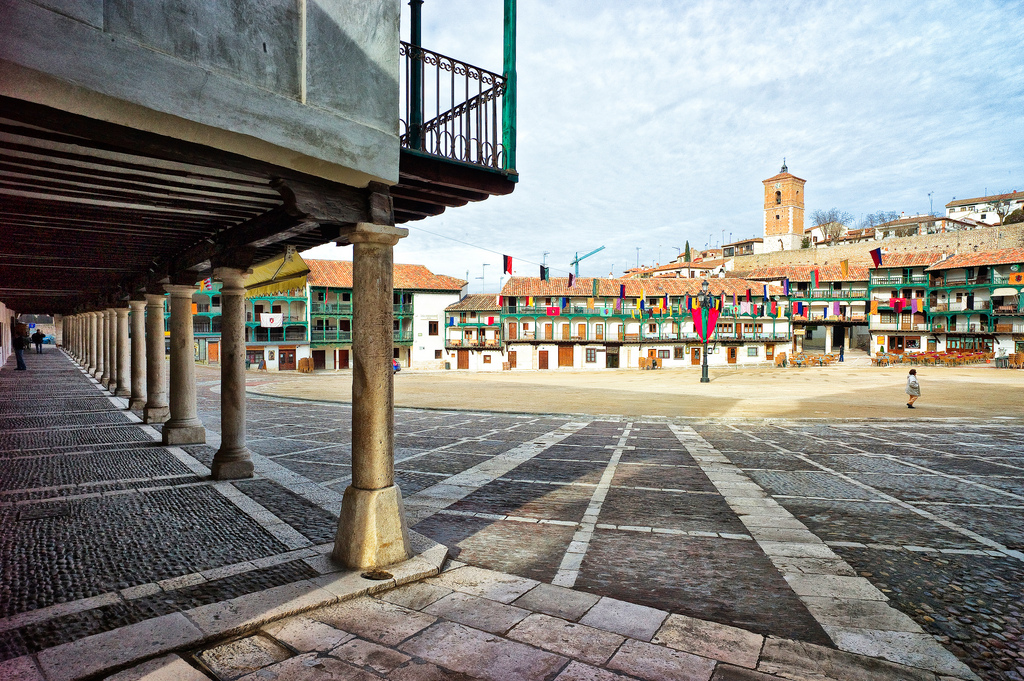
Vista de los soportales

Se ubica en el centro urbano de la localidad de Chinchón, al sureste de la Comunidad de Madrid. Está considerada uno de los ejemplos más notables de plazas porticadas castellanas. Los edificios que la rodean constan de elementos de madera vista, contabilizándose un total de 234 balcones. Goza de una protección integral de grado 1 y hace las veces de coso taurino.
Las balconadas están pintadas de color verde, aunque en el pasado habrían lucido uno azul.

## Referencias

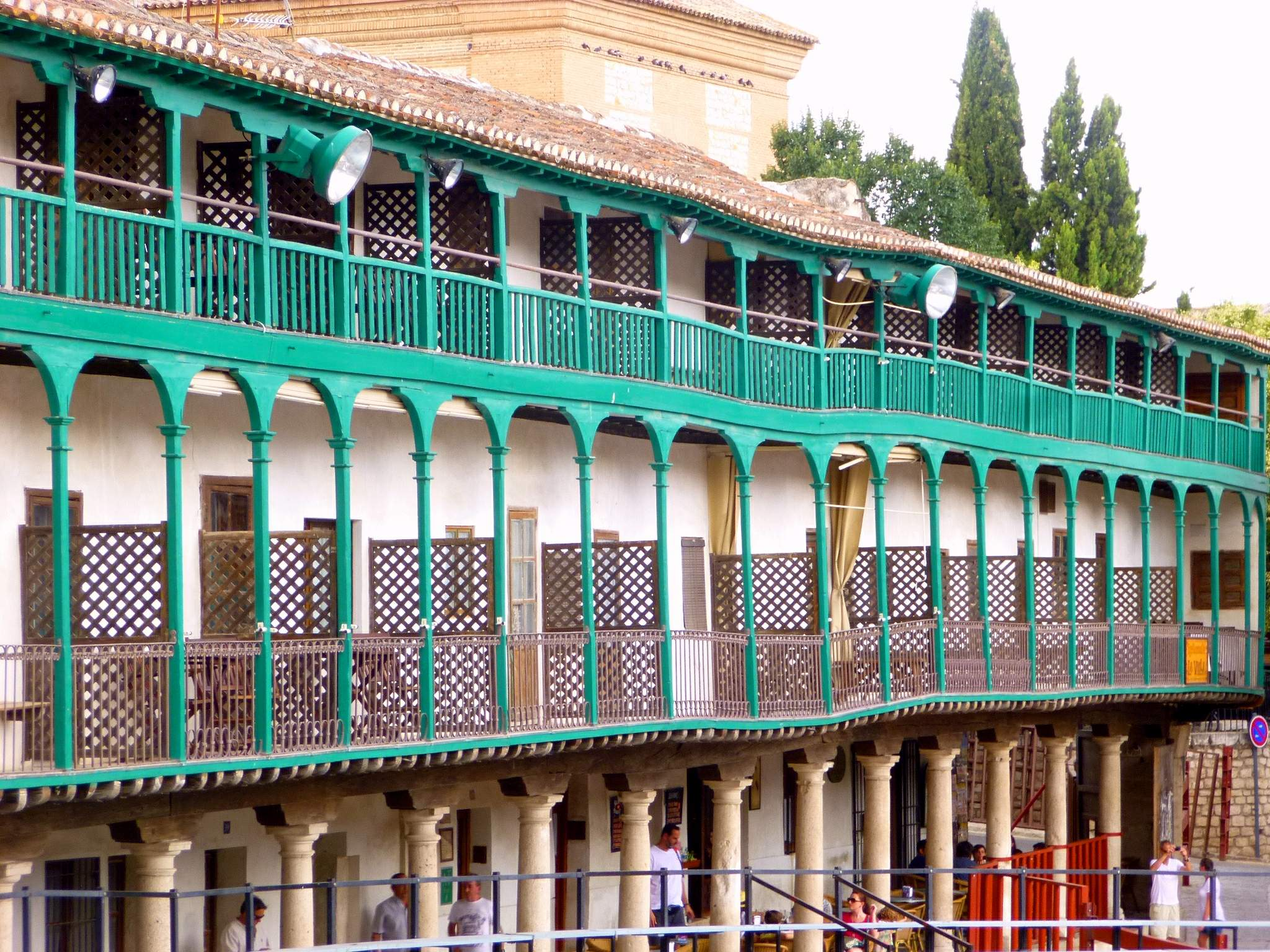
Detalle de la balconada de la plaza Mayor de Chinchón